# Нэгиси, Акэми
Акэми Нэги́си (Akemi Negishi (яп. 根岸明美); 26 марта 1934, Минато, Токио — 11 марта 2008, Кавасаки, Канагава) — японская актриса.

## Биография
Родилась в Минато, район Токио. Привлекла внимание международной публики после своего дебютного фильма «Анатахан». Режиссёр Йозеф фон Штернберг снял фильм о японских солдатах, потерпевших кораблекрушение, которые отказывались верить, что Вторая мировая война закончилась через шесть лет после бомбардировки Хиросимы.
Сыграла несколько ролей в фильмах Акира Куросавы, включая «На дне» (1957), «Под стук трамвайных колёс» (1970) и «Я живу в страхе» (1955). Как считается второстепенная роль в фильме «Госпожа Кровавый Снег» послужила вдохновением для картины Квентина Тарантино «Убить Билла. Фильм 1». Скончалась 11 марта 2008 году в Кавасаки от рака яичников.

## Фильмография
- 1953 — Анатахан[англ.] — Кэйко Кусакабэ
- 1955 — Я живу в страхе — Асако Курибаяси
- 1956 — Внезапный дождь[англ.] — Хинако
- 1957 — На дне — Осэн проститутка
- 1958 — Песня для невесты[англ.] — (нет в титрах)
- 1962 — Кинг-Конг против Годзиллы — мать Тикиро
- 1965 — Красная борода — Окуни хозяйка
- 1970 — Под стук трамвайных колёс — домохозяйка
- 1973 — Скорпион: Песня ненависти №701[англ.] — тюремный охранник
- 1977 — Одинокое путешествие Тикудзана[англ.] — Тами